# St. Konrad (Reichelshofen)

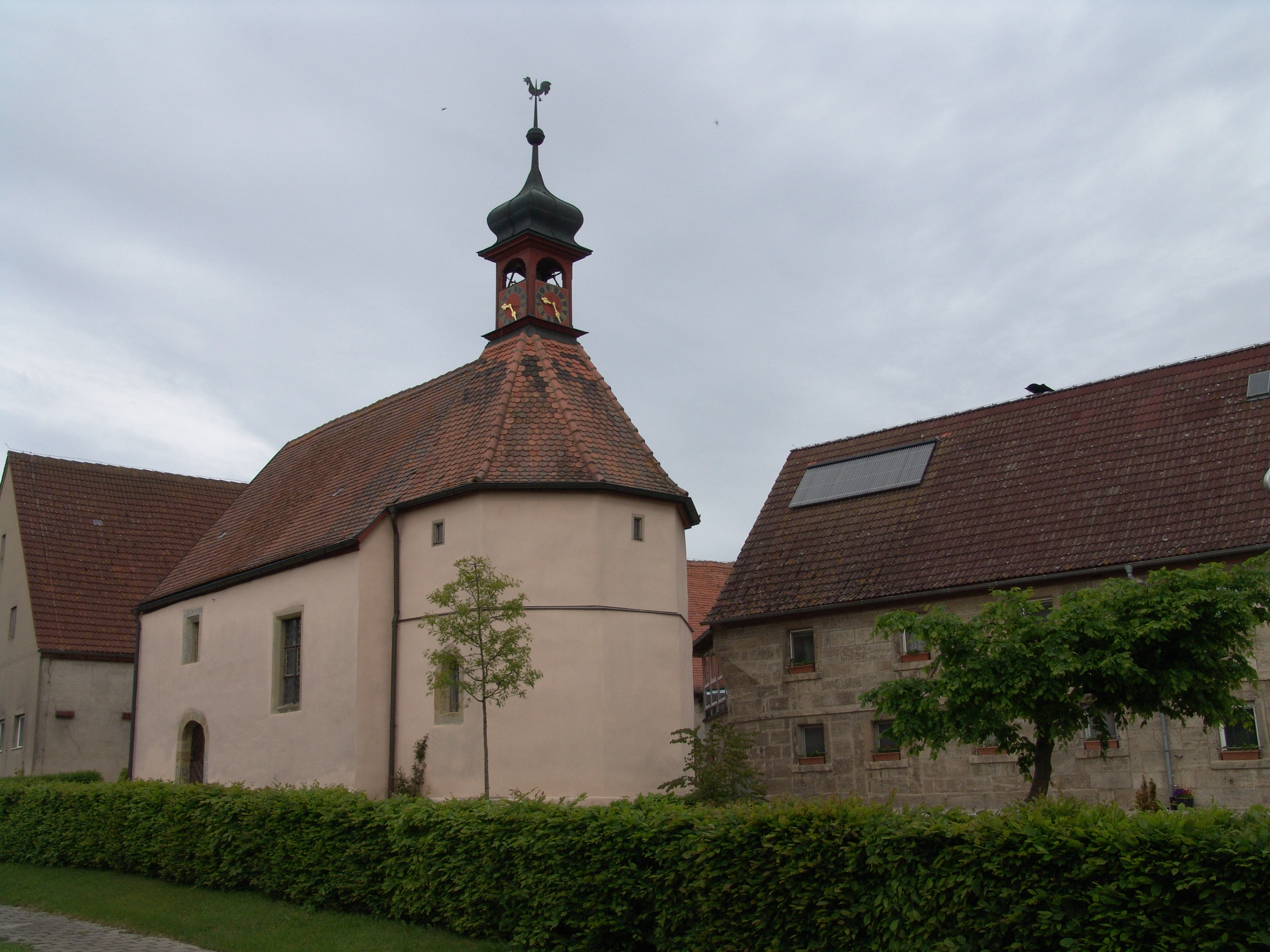
St. Konrad in Reichelshofen

Die denkmalgeschützte, evangelisch-lutherische Kapelle St. Konrad steht in Reichelshofen, einem Gemeindeteil von Steinsfeld im Landkreis Ansbach (Mittelfranken, Bayern). Die Kirche ist unter der Denkmalnummer D-5-71-205-37 als Baudenkmal in der Bayerischen Denkmalliste eingetragen. Die Kirche gehört zur Pfarrei Steinsfeld in der Region Nord im Evangelisch-Lutherischen Dekanat Rothenburg ob der Tauber im Kirchenkreis Ansbach-Würzburg der Evangelisch-Lutherischen Kirche in Bayern und ist benannt nach dem Bischof Konrad von Konstanz († 975).

## Beschreibung
Die Saalkirche stammt im Kern vom Ende des 13. Jahrhunderts, wurde aber im 17./18. Jahrhundert mehrfach erneuert. Sie besteht aus einem Langhaus, das mit einem Satteldach bedeckt ist, und einem eingezogenen, dreiseitig geschlossenen Chor im Osten, aus dessen Dach sich ein quadratischer Dachreiter erhebt, der die Turmuhr und den Glockenstuhl beherbergt und mit einer Zwiebelhaube bedeckt ist. Zur Kirchenausstattung gehört ein Kastenaltar vom Ende des letzten Viertels des 15. Jahrhunderts, der auf einem mittelalterlichen Stipes steht.